# 田島正行
田島 正行（たじま まさゆき、1949年 - ）は、日本の近代ドイツ文学者、明治大学元教授。

## 略歴
東京都生まれ。東京都立青山高等学校卒業。東京学芸大学卒業。1975年、東京都立大学 (1949-2011)人文学部独文学科卒。1988年、同大学院人文科学研究科独文学博士課程満期退学。明治大学法学部兼任講師、東京都立富士高等学校非常勤講師、東京都立上野高等学校非常勤講師を経て、1994年、明治大学法学部専任講師。日本シェリング協会、ゲーテ自然科学の集い、クラーゲス協会、日本独文学会に所属。

## 人物
- 近代ドイツ文学のみならず、近代ドイツ思想や近代ドイツにおける反近代主義と反ユダヤ主義、ドイツ文学の短編小説、近代ドイツにおける音楽と文学・思想との連関も研究分野である。
- ピース・スーパーライトを嗜好する。

## 共著
- 『語りのポリティクス』彩流社
- 『ツァロートへの道』中央大学出版会

## 翻訳
- ルートヴィヒ・クラーゲス『宇宙生成的エロース』うぶすな書房